# Catedral de Comrat
La catedral de San Juan Bautista (en rumano: Catedrala Sfântul Ioan Botezătorul; en gagauzo: İoan Vaatizedici katedrali), conocida como la catedral de Comrat, es una catedral ortodoxa rusa que se sitúa en Comrat, capital del territorio autónomo de Gagaúzia, Moldavia. El templo está bajo la jurisdicción de la eparquía de Cahul y Comrat.

## Galería

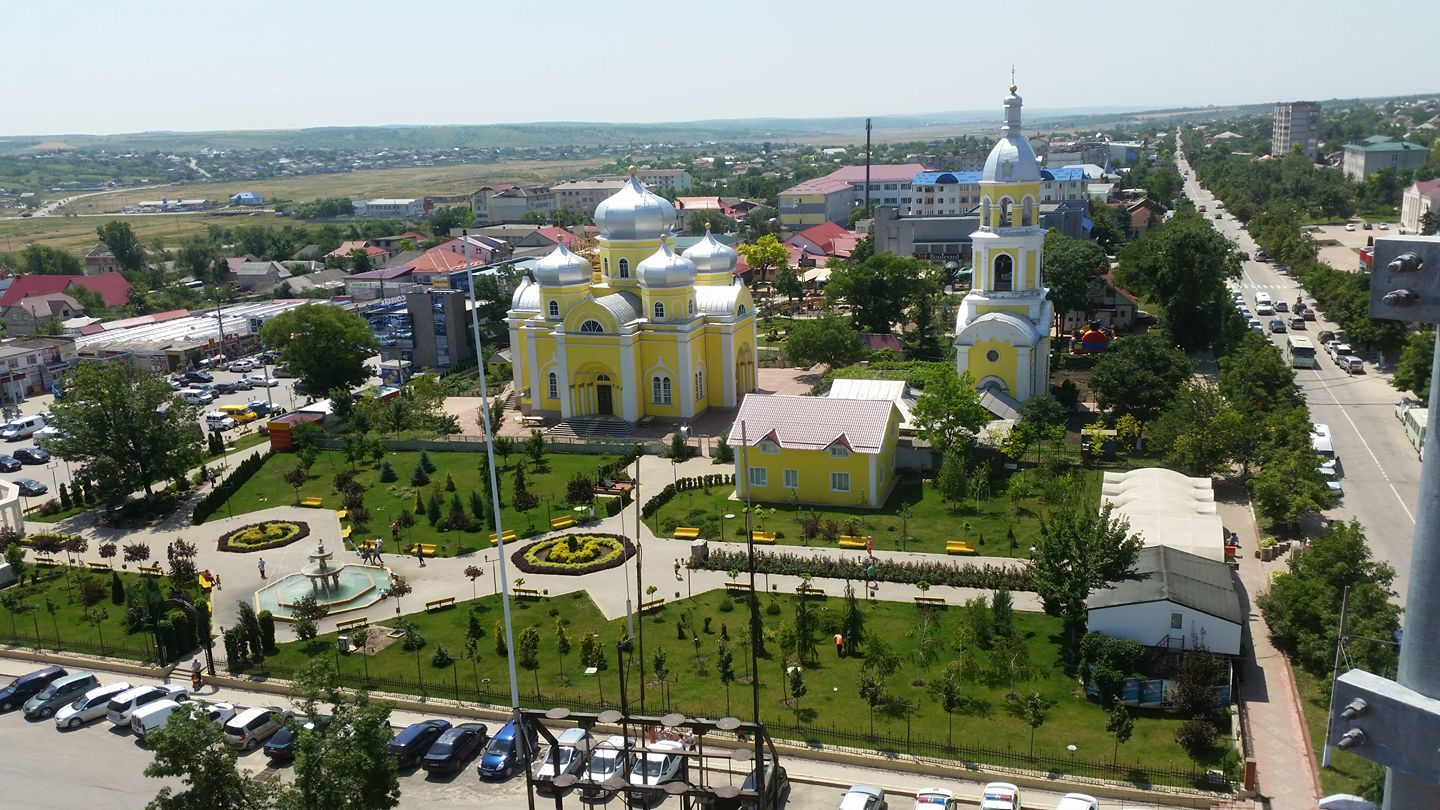
Vista aérea de la catedral
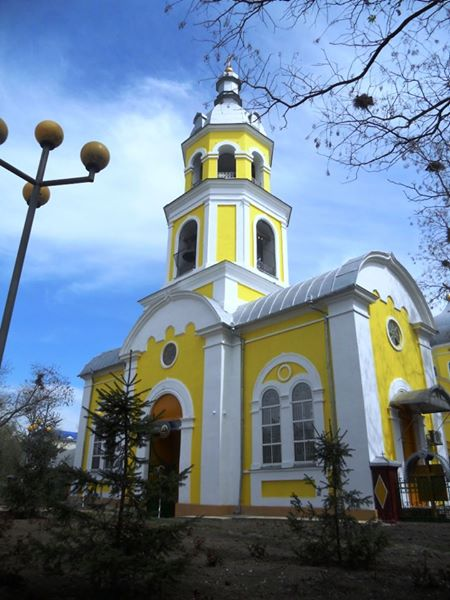
Torre de la catedral
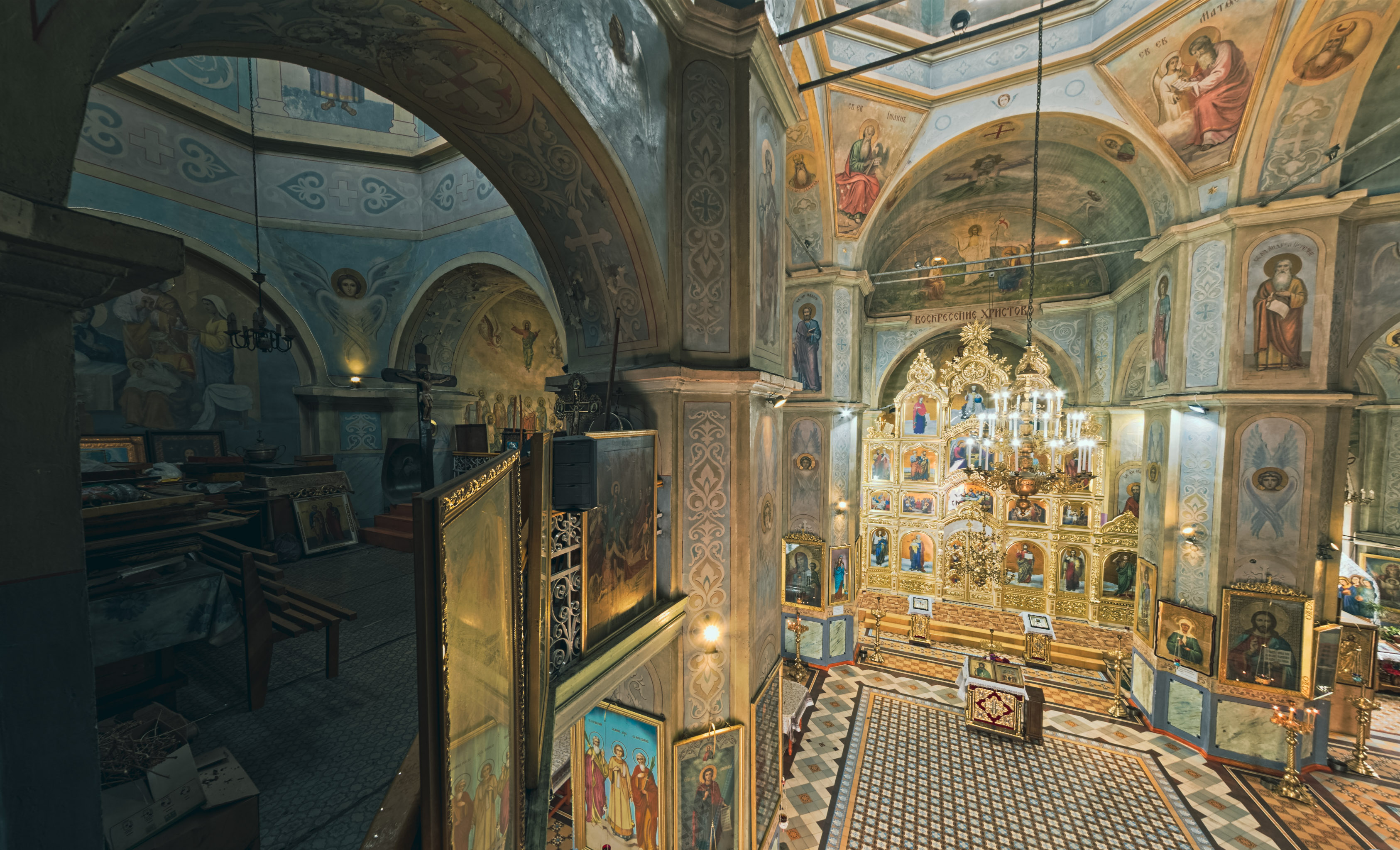
Interior de la catedral
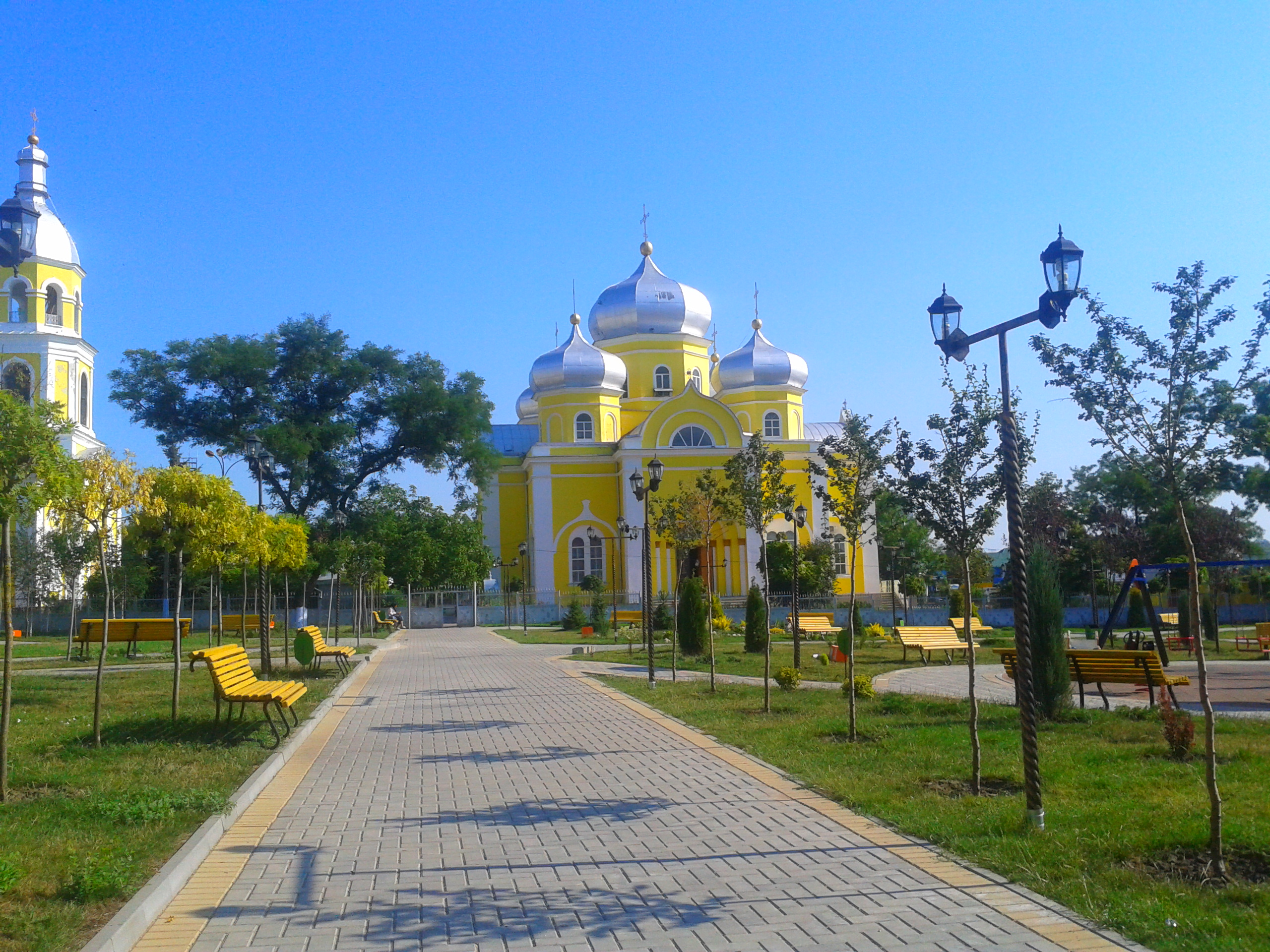
Parque alrededor de la catedral